# Toyooka
Toyooka (japanisch 豊岡市, -shi) ist eine Stadt in der Präfektur Hyōgo in Japan.

## Geographie
Toyooka liegt östlich von Tottori und nördlich von Kōbe am Japanischen Meer.

## Geschichte
Toyooka wurde am 1. April 1950 nach der Eingemeindung dreier Dörfer zur Shi ernannt.
Am 1. April 2005 erfolgte die Neuernennung zur Shi nach dem Zusammenschluss der alten Shi Toyooka, mit den Chō Hidaka (日高町, -chō), Kinosaki (城崎町, -chō) und Takeno (竹野町, -chō) im Kinosaki-gun (城崎郡), sowie Izushi (出石町, -chō) und Tantō (但東町, -chō) im Izushi-gun (出石郡) gegründet. Beide Landkreise (Gun) wurden daraufhin aufgelöst.

## Sehenswürdigkeiten

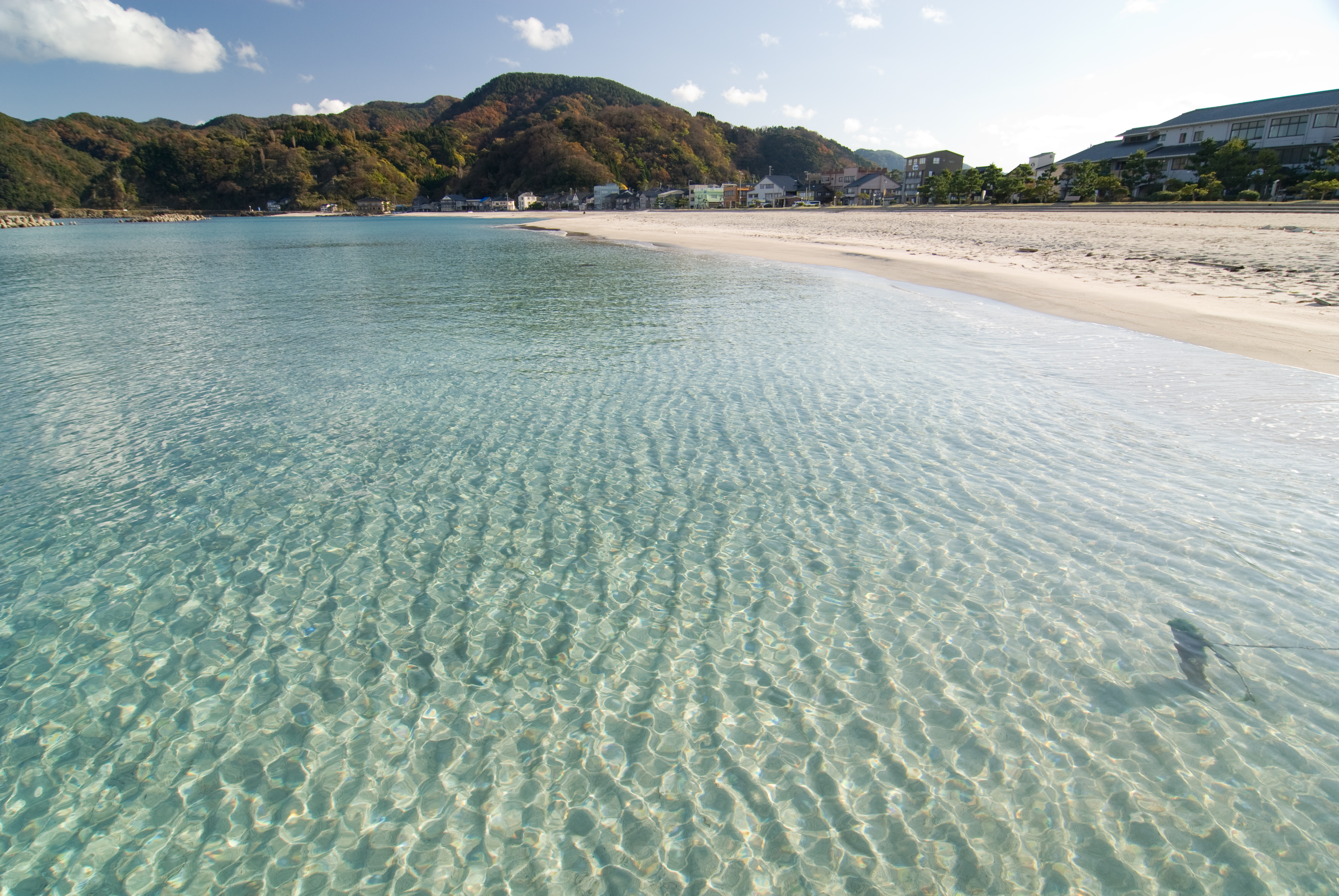
Takeno Beach

- Burg Izushi
- Genbudo Museum
- Kinosaki Onsen (Heiße Quelle)
- Kinosaki Straw Craft Folk Museum
- Takeno Beach

## Verkehr
- Straße
  - Nationalstraße 178, 312, 426, 482
- Zug
  - JR Sanin-Hauptlinie: nach Kyōto und Shimonoseki
  - KTR Miyazu-Linie: nach Maizuru

## Söhne und Töchter der Stadt
- Takuan Sōhō (1573–1645), buddhistischer Zen-Mönch
- Saitō Takao (1870–1949), 13fach wiedergewählter konservativer Politiker der Shōwa-Ära
- Akagi Masao (1887–1972), Erosionsfachmann
- Morita Shiryū (1912–1998), Kalligraf
- Itō Kiyonaga (1911–2001), Maler

## Angrenzende Städte und Gemeinden
- Präfektur Hyōgo
  - Yabu
  - Asago
  - Kami
- Präfektur Kyōto
  - Kyōtango
  - Fukuchiyama
  - Yosano